# سیپرین اوژن بوله
سیپرین اوژن بوله (فرانسوی: Cyprien Eugène Boulet‎) (زاده: ۲۱ دسامبر ۱۸۷۷ - درگذشته: آوریل ۱۹۲۷) یک نقاش فرانسوی است که در شهر تولوز به دنیا آمد و در شهر تولون درگذشت.

## زندگی‌نامه

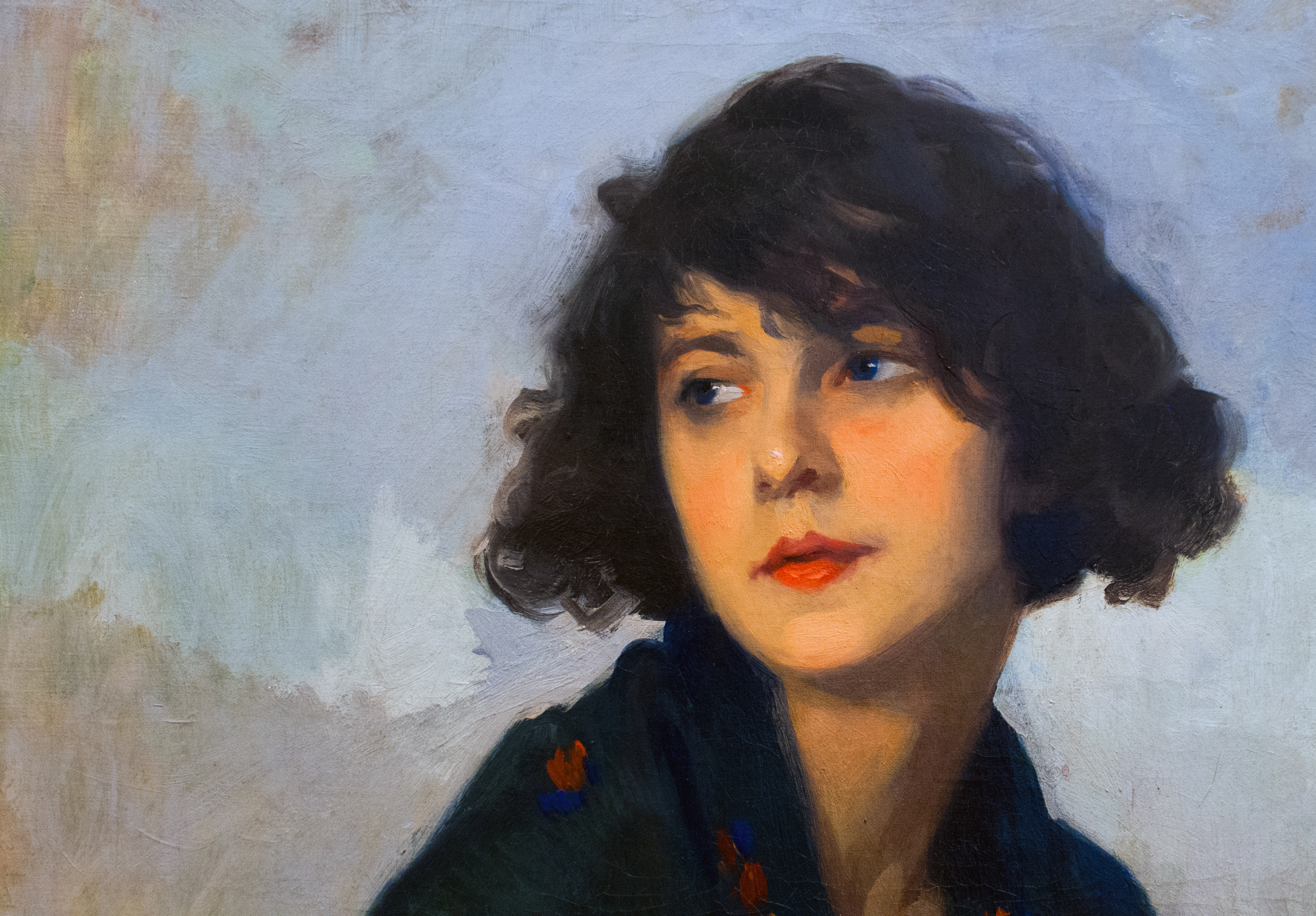
نگاره‌ای از جزئیات صورتِ تابلوی زنی با شال آبی، اثر سیپرین اوژن بوله، نقاش پرتره‌نگار فرانسوی. این اثر اکنون در مالکیت پیناکوتکای سائو پائولو قرار دارد.

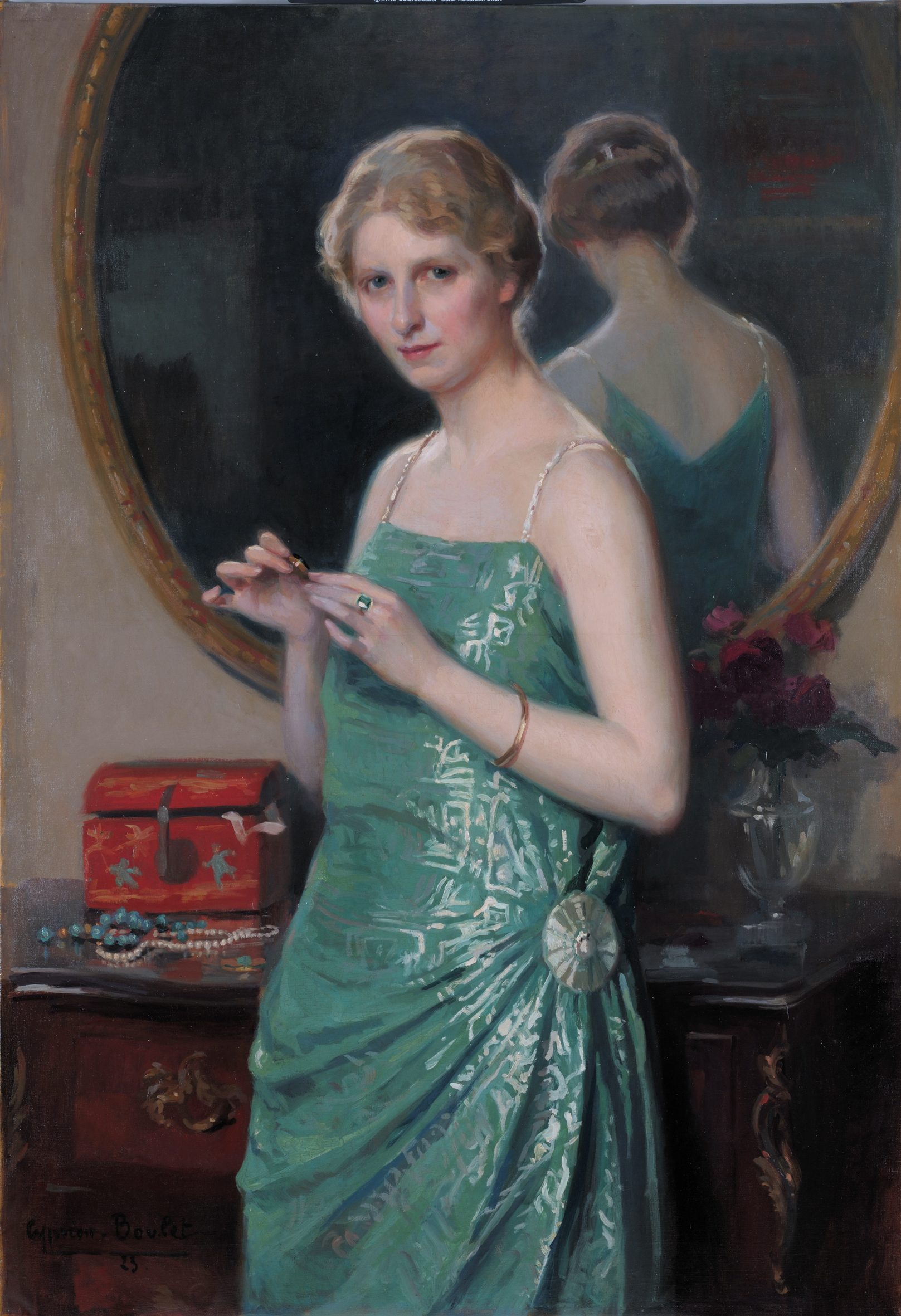
پرتره‌ای از خانم ترنتیسوکس ۱۹۲۳ م. موزه لوور

وی در سال ۱۸۷۷ در شهر تولوز فرانسه متولد شد. او نزد استادان نقاشی مانند. ان پل لورانس، فرنان کومون. لویی ژوزف رافائل کولن شاگردی کرده‌است. وی آثار خود را در سال ۱۹۰۰ در تالار هنرمندان فرانسه به نمایش گذاشت و در سال ۱۹۱۴ موفق شد مدال طلای ان را از آن خود بکند و پس از آن وی جزو هیئت منصفه این تالار شد. وی در سال ۱۹۲۶ دارای بالاترین نشان افتخار فرانسه (لژیون دونور) شد و در طول عمر خود، غیر از فرانسه در کشورهای آرژانتین، آمریکا و مکزیک به کار مشغول شد. وی در سال ۱۹۲۷ در شهر تولون فرانسه چشم از جهان فروبست.